# Dogs of War (The Exploited)
Dogs of War è il terzo singolo della band hardcore punk The Exploited, pubblicato dalla Secret Records.
Il singolo contiene il brano "Dogs of War", che va contro la guerra e l'istituzione dell'esercito, contro la violenza e i gerarchi militari.
Il singolo ha ottenuto la seconda posizione nella classifica indipendente e la numero 63 per un mese nella classifica nazionale.

## Tracce

### Lato A
1. Dogs of War - 1:43

## Formazione
- Wattie Buchan - voce
- Big John Duncan - chitarra
- Gary McCormack - basso
- Dru Stix - batteria